# Чарльз Кеннеді
Чарльз Пітер Кеннеді (англ. Charles Peter Kennedy; 25 листопада 1959, Інвернесс, Шотландія — 1 червня 2015, Форт-Вільям, Шотландія) — британський політик, член Парламенту (з 1983 року) від Ліберальної партії, з 1988 р. — від партії Ліберальних демократів. У 1999–2006 роках був головою ліберал-демократів.